# Polypedilum ginzanijeum
Polypedilum ginzanijeum är en tvåvingeart som beskrevs av Sasa och Suzuki 2001. Polypedilum ginzanijeum ingår i släktet Polypedilum och familjen fjädermyggor. Inga underarter finns listade i Catalogue of Life.